# Interglaciațiune

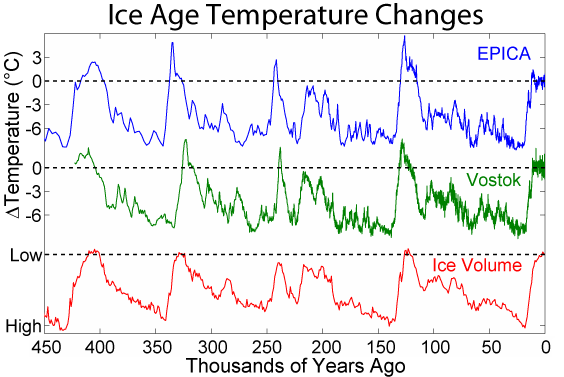
Graficul indică modelul repetitiv al variațiilor de temperatură și a variațiilor volumului ghețarilor ca o funcție de recentele glaciațiuni și interglaciațiuni.

Interglaciațiune sau perioadă interglaciară (ori alternativ interglaciație) este un interval geologic, de ordinul miilor (sau zecilor de mii) de ani, în care temperaturile medii anuale sunt sensibil mai ridicate decât temperaturile medii anuale ale unei glaciațiuni. Interglaciațiunile separă două glaciațiuni consecutive din cadrul aceleiași epoci de gheață.
Actualul perioada interglaciară, numită holocen a început la sfârșitul pleistocenului, cu circa 11.700 de ani în urmă.

## Interglaciațiunile în pleistocen
În timpul perioadei de circa 2,5 milioane de ani, cât a durat pleistocenul, au avut loc numeroase glaciațiuni sau avansări considerabile ale straturilor de gheață, atât în America de Nord cât și în Europa, care s-au întâmplat la intervale cuprinse între de aproximativ 40.000 până la 100.000 de ani. Toate aceste lungi perioade glaciare au fost separate de interglaciații, perioade mai calde, mai moderate ca temperatură medie. Glaciațiile și interglaciațiile din ultimii 400.000 de ani au fost:
- Glaciația Menap (numită Günz în zona Alpilor) – ca. 400.000-340.000 de ani înainte de prezent
- Interglaciația Cromer (Günz-Mindel) – ca. 340.000-320.000 de ani î.p.
- Glaciația Elster (Mindel) – ca. 320.000-240.000 de ani î.p.
- Interglaciația Holstein (Mindel-Riss) – în jurul anului 240.000 î.p.
- Glaciația Saale (Riss) – ca. 239.000-130.000 de ani î.p.
- Interglaciația Eem (Riss-Würm) – ca. 130.000-115.000 de ani î.p.
- Glaciația Vistula (Würm) – ca. 115.000-11.000 de ani î.p.
- Interglaciația Flandrică (Neointerglaciație) – de la ca. 11.000 î.p. (corespunde holocenului).[4]

## Climatul optim al unei interglaciațiuni
Optimul unei interglaciațiuni, ori climatul optimum al unei interglaciațiuni este perioada din interiorul duratei complete a unei interglaciațiuni în care a existat cel mai favorabil climat din întreaga perioadă interglacială. Inerent, optimul unei interglaciațiuni este o perioadă precedată și urmată de perioade climatice mai aspre decât cea a perioadei de climat optim. 
În cazul prezentei interglaciațiuni, numită holocen, optimul acestei perioade (în engleză, en  Holocene climatic optimum) s-a întâmplat în timpul erelor numite Atlanticum (existentă între 9.000 și 5.000 de ani în urmă) și Subboreal (existentă între 5.000 și 2.500 de ani în urmă). Actuala fază climatică urmează ultimul optim climatic din aceeași perioadă interglaciară (Holocenul). Această perioadă mai caldă a fost urmată de un declin gradual până acum circa 2.000 de ani, care a fost urmată de o altă perioadă caldă până foarte aproape de prezent, când s-a instaurat Mica eră glaciară, pentru circa șase sute de ani (1250-1850).

## Articole pe teme de glaciologie
- Aisberg
- Alpii înalți
- Antarctica
- Arctica
- Ablație (fenomen)
- Balanța masei unui ghețar
- Calotă polară
- Cicluri Milankovitch
- Climatul calotelor polare
- Efect de seră
- Gheață
- Ghețar
- Glaciațiune
- Glaciațiunea cuaternară
- Glaciațiunea Günz
- Glaciațiunea Mindel
- Glaciațiunea Riss
- Glaciațiunea Wisconsin
- Glaciațiunea Würm
- Glaciologie
- Interglaciațiune
- Încălzirea globală
- Înzăpezire
- Linia arborilor
- Linia înghețului
- Linia de îngheț (astrofizică)
- Listă de țări în care ninge
- Nivologie
- Spărgător de gheață
- Tundră
- Tundră alpină
- Ultima glaciațiune
- Zăpadă
- Zonă de ablație
- Zonă de acumulare
- Zona Antarctică Neozeelandeză